# Serrat de la Llobeta
El Serrat de la Llobeta és una serra situada al municipis de Gaià, a la comarca catalana del Bages i el de Santa Maria de Merlès a la comarca del Berguedà, amb una elevació màxima de 698 metres.